# Vincent Dupuis
Pour l’article homonyme, voir Dupuis.
Vincent Dupuis, né le 22 janvier 1889 et mort le 11 mai 1967, est un avocat et homme politique fédéral et municipal du Québec.

## Biographie
Né à Saint-Philippe de Laprairie dans la région de la Montérégie, M. Dupuis étudie à l'école normale et au collège junior de Montréal. Il entre ensuite à l'Université McGill. Alors qu'il travaille pour le Comté de La Prairie, il est nommé au Conseil du Roi. Il est également conseiller municipal de la ville de La Prairie.
Élu député du Parti libéral du Canada dans la circonscription fédérale de Laprairie—Napierville lors d'une élection partielle déclenchée en 1929 après le décès du député Roch Lanctôt, il est réélu en 1930, puis, à deux reprises, dans Chambly—Rouville, en 1935 et en 1940. 
Il ne se représente pas en 1945 pour accepter le poste de sénateur de la division de Rigaud offert par le premier ministre William Lyon Mackenzie King. Il demeurera en fonction jusqu'à son décès en 1967.